# Ломбардия
Ломба́рдия (итал. Lombardia [lombarˈdiːa], ломб. Lumbardía [lumbɐ̞rˈdiːɑ, -ˈdeːɑ]) — область на севере Италии.
В Ломбардии проживает одна шестая населения Италии. Внутренний валовый продукт (ВВП) Ломбардии составляет 20 % общеитальянского. Столицей области является Милан — самый большой город в северной Италии.

## Физико-географическая характеристика
Ломбардия расположена в северной Италии между Альпами и долиной реки По. Она граничит со следующими областями: Пьемонт, Эмилия-Романья, Венеция, Трентино-Альто-Адидже, а также со Швейцарией.
- См. также: Озёра Ломбардии.

## История
Название Ломбардия происходит от племени лангобардов. В итальянском языке ударение в названии провинции приходится на предпоследний слог: «Ломбарди́я». В течение двух веков лангобарды приняли религию (раньше они были арианами) побеждённых; их языки слились и победители подверглись сильному культурному влиянию побеждённых; в IX веке население было уже не германским, а романским.
Когда прекратилась итальянская ветвь Каролингов, Ломбардия стала объектом борьбы между местными герцогами и бургундскими королями, пока в 951 году Оттон I вновь не присоединил её к Священной Римской Империи. Зависимость от империи была, однако, чисто фиктивной. Окрестные сеньориальные владения частью добровольно, частью поневоле подчинялись ей; феодальные владетели охотно селились в городах, где они, располагая богатствами и приверженцами, могли оказывать значительное влияние на управление. Многие из городов составили «ломбардский союз городов», во главе которого стоял Милан.
Когда Фридрих I Барбаросса начал свои походы на Италию, он встретил со стороны союза решительное противодействие. В 1158 году, однако, Милан сдался королю, уплатил ему дань и выдал заложников; Фридрих получил возможность короноваться ломбардской железной короной. Из 28 уполномоченных от 14 ломбардских городов и 4 юристов болонского университета, отстаивавших идею неограниченности императорской власти, был составлен комитет, который должен был выработать законы для ломбардских городов. Новыми законами королю было предоставлено назначение герцогов, правителей (подеста), судей; города лишены права заключать союзы, держать войска, приобретать новые земли. Мир на таких условиях не мог быть долговечным, но новая война окончилась взятием и полным разрушением Милана (1162 год). Через два года во многих городах вновь произошли восстания; императорские правители были изгнаны и города вновь заключили союзы, которые скоро слились в один ломбардский. Страшное поражение Фридриха I при Леньяно в 1176 году привело сперва к 6-летнему перемирию, а потом к Констанцскому миру 1183 год, по которому города возвратили себе старые вольности; за императором осталась лишь тень власти.
В следующие десятилетия ломбардские города быстро развились и разбогатели, чему содействовали крестовые походы; своею роскошью они поражали иностранцев. Ломбардский союз распался; его место заняли конфедерации, политическими центрами которых были в Ломбардии Милан и Павия, а вне её, на севере Италии, Флоренция, Болонья, Пиза, Генуя, Венеция. Конфедерации эти и отдельные города враждовали между собою; союзы заключались, видоизменялись и распадались; постоянно возникали новые группировки городов, но против притязаний императорской власти в первое время они все были единодушны.
Понемногу, однако, партия гибеллинов, стоявшая за императорскую власть, приобрела преобладание во многих городах (между прочим в Парме, Мантуе, Ферраре, Вероне, Пьяченце, Реджио, Модене, Брешиа); позднее эти города составили особую конфедерацию; в других городах господствовали гвельфы, стоявшие за независимость городов и поддерживавшие папу. Походы Фридриха II Штауфена на Ломбардию, открывшиеся блестящей победой при Кортенуово в 1237 году, окончились для него весьма печально: он был наголову разбит под Пармой и бежал из Италии в 1247 году. Юридически Ломбардия и Тоскана и после этого оставались частью Германской империи, но фактически в течение 60 лет немецкие короли не заявляли притязаний на власть. В самих ломбардских городах власть из рук привилегированных сословий мало-помалу перешла в руки массы горожан. Городами управляли выборные лица, по большей части из представителей старинных благородных семей, приобретавших симпатии массы. Во многих городах этим лицам удалось, опираясь на демократию, захватить наследственную власть. Такие правители находили более удобным примыкать к партии гибеллинов. В Милане таким образом власть захватила семья Висконти.
В 1310 году немецкий король Генрих VII предпринял новый поход через Альпы в Италию; на этот раз Милан, в котором правил гибеллин Маттео Висконти, добровольно открыл свои ворота; Генрих короновался ломбардской железной короной и назначил Висконти императорским наместником и миланским графом.
Династия Висконти в следующие годы распространила свою власть на Павию, Комо, Пьяченцу, Кремону, Брешиа и др. Основание могущественного государства Висконти в Ломбардии вызвало недовольство в других городах, оставшихся верными старинным гвельфским традициям; раздоры дали Карлу IV повод совершить новый поход на Италию. В 1395 году Джангалеаццо Висконти принял титул герцога Миланского. Правление династии Висконти, сделавшей очень много для распространения образования, для развития в Милане литературы и искусства, было крайне деспотическим; правители прибегали к развитию шпионства, к жестоким пыткам и казням политических противников; самоуправление и свобода почти исчезли.
В 1447 году вымерла династия Висконти, и её место заняла династия Сфорца. В 1516 году Миланское герцогство было завоевано Франциском I Французским, но династия Габсбургов, считая его своим леном, предприняла значительные усилия, чтобы отнять его у Франции. В 1523 году Милан, Лоди, Новара, Алессандрия были взяты войсками Карла V. В 1530 году Папа короновал Карла V ломбардской железной короной за два дня до коронования его императорской короной. С этих пор Ломбардия стала испанской провинцией и управлялась испанским вице-королём. Владея Миланом и Неаполем, Испания в действительности господствовала над всей Италией.
После войны за испанское наследство, одним из театров которой была Ломбардия, последняя — точнее, Миланское герцогство (в его состав не входили Бергамо, Брешиа, но входили Алессандрия и Пьаченца) — перешла к Австрии (1714 год).
Во время войны за австрийское наследство Австрия должна была уступить Сардинскому королевству часть герцогства (около 8000 км²), за ней осталась область в 21 000 км².
В 1797 году Бонапарт образовал из Ломбардии Цизальпинскую республику. Уничтоженная Суворовым, но вскоре восстановленная, республика была присоединена в 1802 году к Итальянской республике, потом к Итальянскому королевству. В 1815 году Ломбардия и Венеция были возвращены Австрии и образовали Ломбардо-Венецианское королевство.
Цюрихским миром 1859 года Ломбардия была присоединена к Италии; с тех пор её политическая история сливается с историей нового королевства.

## Административное деление
Область Ломбардия делится на 11 провинций и 1 метропольный город:
| Субъект         | Население (чел.) 2017 | Площадь (км²) | Плотность (чел./км²) | Число коммун |
| --------------- | --------------------- | ------------- | -------------------- | ------------ |
| Бергамо         | 1 110 457             | 2723          | 406                  | 243          |
| Брешиа          | 1 262 135             | 4783          | 265                  | 206          |
| Комо            | 599 637               | 1288          | 465                  | 143          |
| Кремона         | 358 578               | 1772          | 206                  | 115          |
| Лекко           | 337 256               | 816           | 418                  | 85           |
| Лоди            | 229 946               | 782           | 293                  | 61           |
| Мантуя          | 411 959               | 2339          | 178                  | 70           |
| Милан           | 3 233 541             | 1575          | 2020                 | 134          |
| Монца-э-Брианца | 871 523               | 405           | 2116                 | 55           |
| Павия           | 545 611               | 2965          | 186                  | 188          |
| Сондрио         | 181 249               | 3212          | 57                   | 78           |
| Варесе          | 890 418               | 1199          | 740                  | 138          |

### Крупнейшие населённые пункты
| Город              | Население, чел. (2013) |
| ------------------ | ---------------------- |
| Милан              | 1 316 497              |
| Брешиа             | 189 094                |
| Монца              | 123 661                |
| Бергамо            | 115 379                |
| Комо               | 84 320                 |
| Бусто-Арсицио      | 80 101                 |
| Варесе             | 79 248                 |
| Сесто-Сан-Джованни | 78 607                 |
| Чинизелло-Бальсамо | 74 104                 |
| Кремона            | 72 046                 |
| Павия              | 70 348                 |
| Виджевано          | 62 816                 |
| Леньяно            | 58 735                 |
| Галларате          | 51 326                 |
| Ро                 | 50 037                 |

## Экономика
Ломбардия является одним из важных регионов в мировой экономике. Её ВВП составляет 400 млрд. евро. Ломбардия является одним из трёх самых богатых регионов Европы с уровнем ВВП на душу населения на 30 % выше, чем в других частях Италии. У многих международных и итальянских компаний есть штаб-квартиры в Милане.
ВВП Ломбардии составляет 20,7 % общеитальянского. ВВП на душу населения — 32 128,4 евро на 2007 год.
Самый мощный в стране узел электротехнического производства — Миланская провинция вместе с провинциями Варесе, Бергамо и Комо. В последние годы строительство электротехнических предприятий сдвинулось на Юг, в районы Неаполя и Бари. Широко представлены в регионе и хлопчатобумажные предприятия, чему способствует обилие воды и дешёвой электроэнергии альпийских ГЭС. Большинство обувных фабрик страны также расположено в Ломбардии.
По имени Ломбардии специализированные коммерческие организации, осуществляющие кредитование граждан под залог принадлежащих им вещей, а также хранение вещей на возмездной основе получили название ломбардов.

## Культура

### Кухня
Ландшафт во многом определил кулинарные традиции региона — в горных районах на севере популярны мясные блюда и молочные продукты, а также блюда из пресноводных рыб. В южной части Ломбардии произрастают сельскохозяйственные культуры — кукуруза и рис, таким образом популярны полента и ризотто. В Ломбардии также занимаются виноделием и производят популярные во всём мире кампари и амаретто.

## Галерея
- Замок Сфорца
- Замок ди Сан Виджилио, Бергамо
- Бергамо, Монументальное кладбище
- Замок в Брешии
- Вилла Бадия Пикколо, Брешия
- Павия, площадь перед Кафедральным собором
- Церковь Санта Мария дель Кармине, Павия
- Базилика Сан-Микеле-Маджоре, алтарь
- Церковь Сант-Андреа, Мантуя
- Галерея-пассаж Виктора Эммануила II